# 273 TCN
273 TCN là một năm trong lịch La Mã.